# Carrizal (Venezuela)
Carrizal è uno dei 21 municipi che costituiscono lo stato di Miranda e ha una popolazione di 55.224 abitanti.
Entro breve sarà inserita nel circuito delle località servite dalla metropolitana in costruzione.